# Trichophyton schoenleinii
Trichophyton schoenleinii är en svampart som först beskrevs av Hermann Lebert, och fick sitt nu gällande namn av Langeron & Miloch. ex Nann. 1934. Trichophyton schoenleinii ingår i släktet Trichophyton och familjen Arthrodermataceae.   Inga underarter finns listade i Catalogue of Life.